# برطمان (المهرة)

تعديل مصدري - تعديل

برطمان هي إحدى قرى مديرية منعر التابعة لمحافظة المهرة، بلغ تعداد سكانها 37 نسمة حسب تعداد اليمن لعام 2004.